# Arboretum de Versailles-Chèvreloup
L'Arboretum de Versailles-Chèvreloup, situé à cheval sur les communes de Rocquencourt (nord) et de Versailles (sud), dans le département des Yvelines, est un établissement botanique d'une surface de 195 hectares qui comprend un arboretum de plus de 2 500 espèces et variétés d'arbres, des serres botaniques et des serres horticoles. L'Arboretum de Versailles-Chèvreloup est parfois mentionné comme « Arboretum national de Chèvreloup » parce qu'il fait partie du Muséum national d'histoire naturelle. Il partage ce qualificatif avec, en France, l'Arboretum national des Barres (qui dépend du  ministère de l'Agriculture et est aussi connu comme Arbofolia) et, en Suisse, avec l'Arboretum national du vallon de l'Aubonne.

## Description
L'Arboretum de Versailles-Chèvreloup est mitoyen du parc du château de Versailles qui se situe au sud (hameau de la Reine dans le parc du Petit Trianon).
Le domaine est divisé en 3 sections principales :
- la zone systématique : les arbres sont regroupés sur 50 ha selon la nomenclature botanique ; on y trouve les plantations les plus anciennes ;
- la zone biogéographique : les arbres sont regroupés sur 120 ha par origine géographique (Amérique, Asie, Europe…) ; chaque espèce est représentée par un groupe de six sujets relativement jeunes (plantés après 1965) ;
- la zone horticole : située au centre de l'Arboretum, autour de l'étang de Chèvreloup, elle groupe sur 25 ha des variétés horticoles issues de la sélection artificielle.

Mis à part des chênes et des frênes multicentenaires issus de boisements naturels, le plus ancien arbre d'origine exotique de Chèvreloup était un Sophora du Japon, autrefois appelé « Sophora de Jussieu » car on pensait qu'il datait de la création du jardin botanique de Trianon par Bernard de Jussieu. Planté en réalité un siècle plus tard, vers 1850, ce sophora a été abattu par la tempête de 1999 mais un rejet de cet arbre a été obtenu à partir d'une racine prélevée sur sa souche, puis replanté au même endroit que celui d'origine.
L'arboretum comprend également une pépinière (non visitable) où sont multipliés les arbres destinés au domaine ou aux échanges avec les autres jardins botaniques et arboretums.

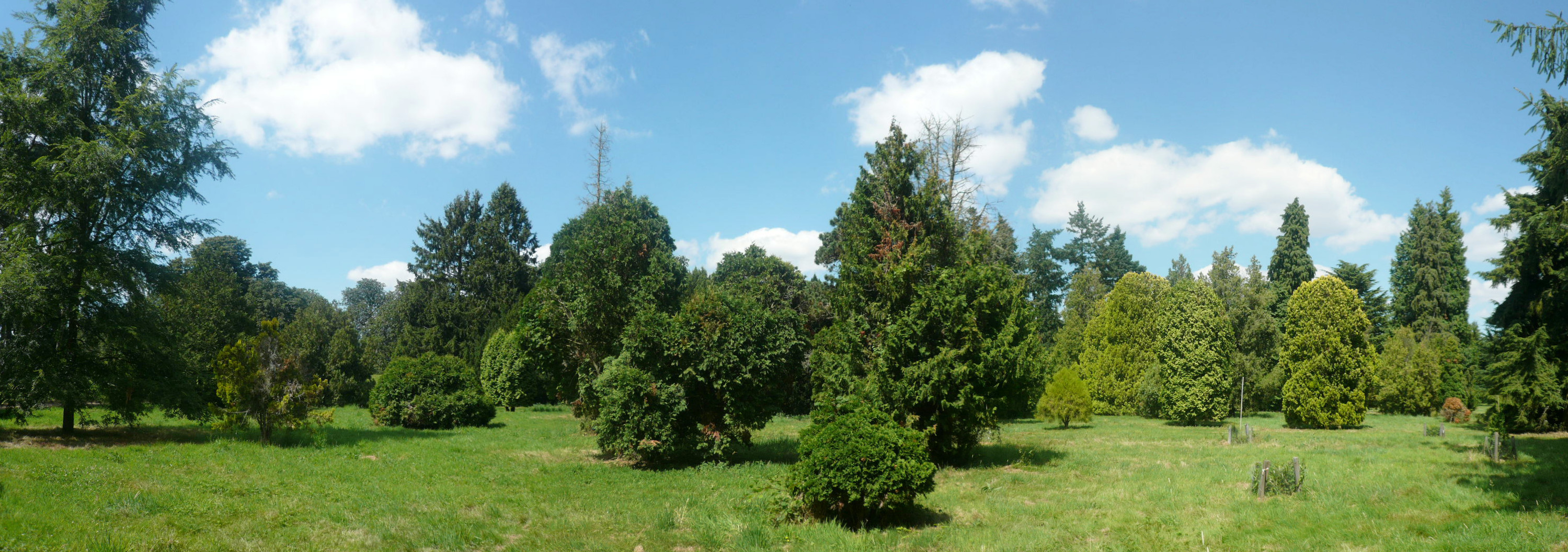
Vue panoramique dans l'Arboretum de Versailles-Chèvreloup

## Historique
Le domaine de la ferme de Chèvreloup fut acquis en plusieurs lots entre 1685 et 1699 par Louis XIV, qui le fit enclore d'un mur et s'en servit comme terrain de chasse.
Le domaine resta longuement en friche, devenant un gîte de biodiversité. En 1924, les plantations d'arbres débutèrent : c'est le début de l'Arboretum. Le domaine est attribué au Muséum national d'histoire naturelle en 1927. La zone systématique est aménagée entre cette date et la Seconde Guerre mondiale. Pendant l'Occupation, le domaine fut prêté aux habitants de Versailles pour y établir des jardins vivriers, et beaucoup de plantations disparurent. Les jardins vivriers subsistèrent jusqu'en 1960 lorsque la rénovation de l'Arboretum commença avec la création des zones systématique et horticole. En 1977, cinquante hectares de l'arboretum sont ouverts au public. La tempête de décembre 1999 abat plus de 1 100 arbres. Depuis 2018, l'ensemble de l'arboretum soit près de 200 ha, est ouvert au public.

Vues de l'arboretum de Chèvreloup
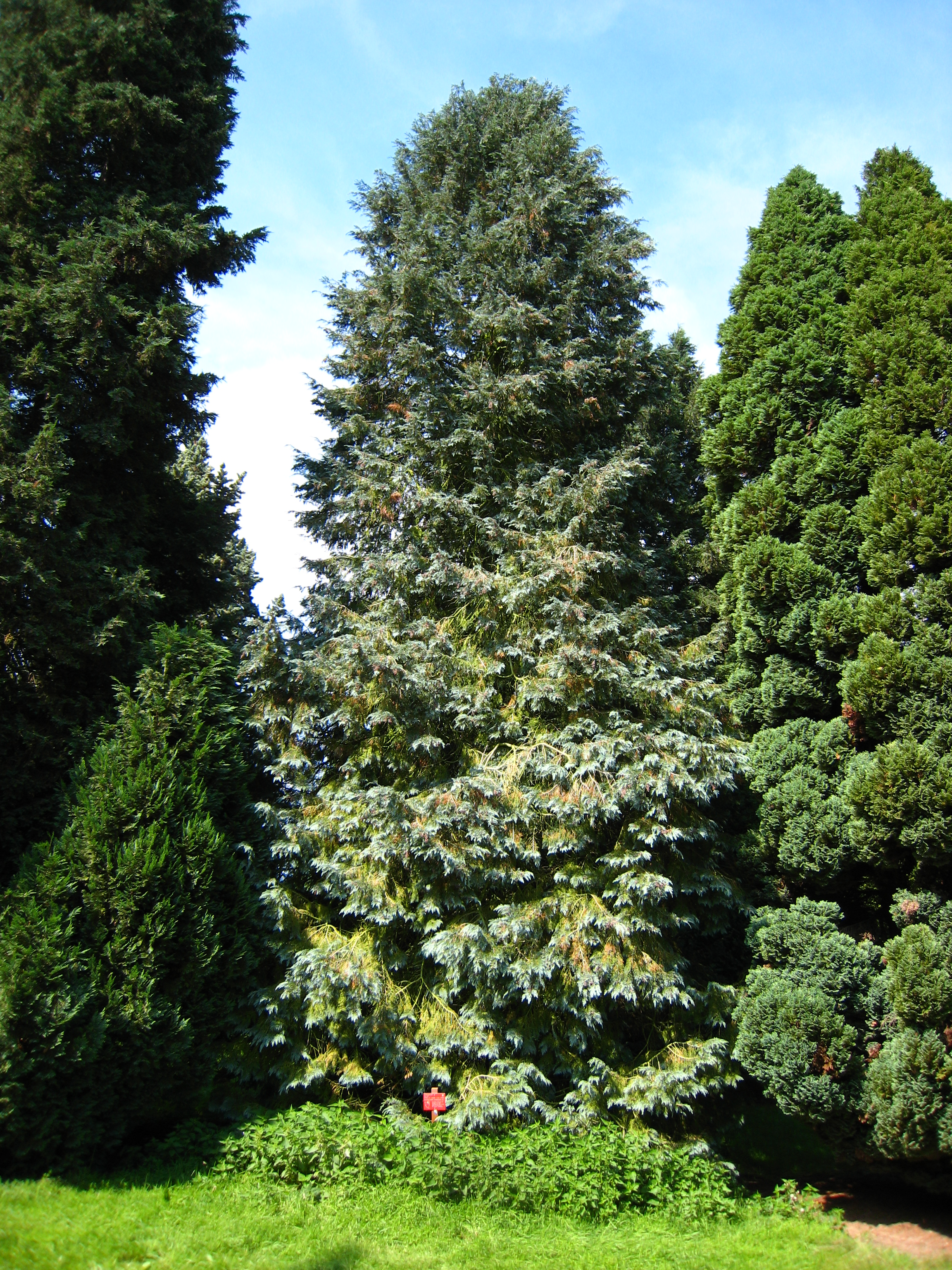
Chamaecyparis lawsoniana
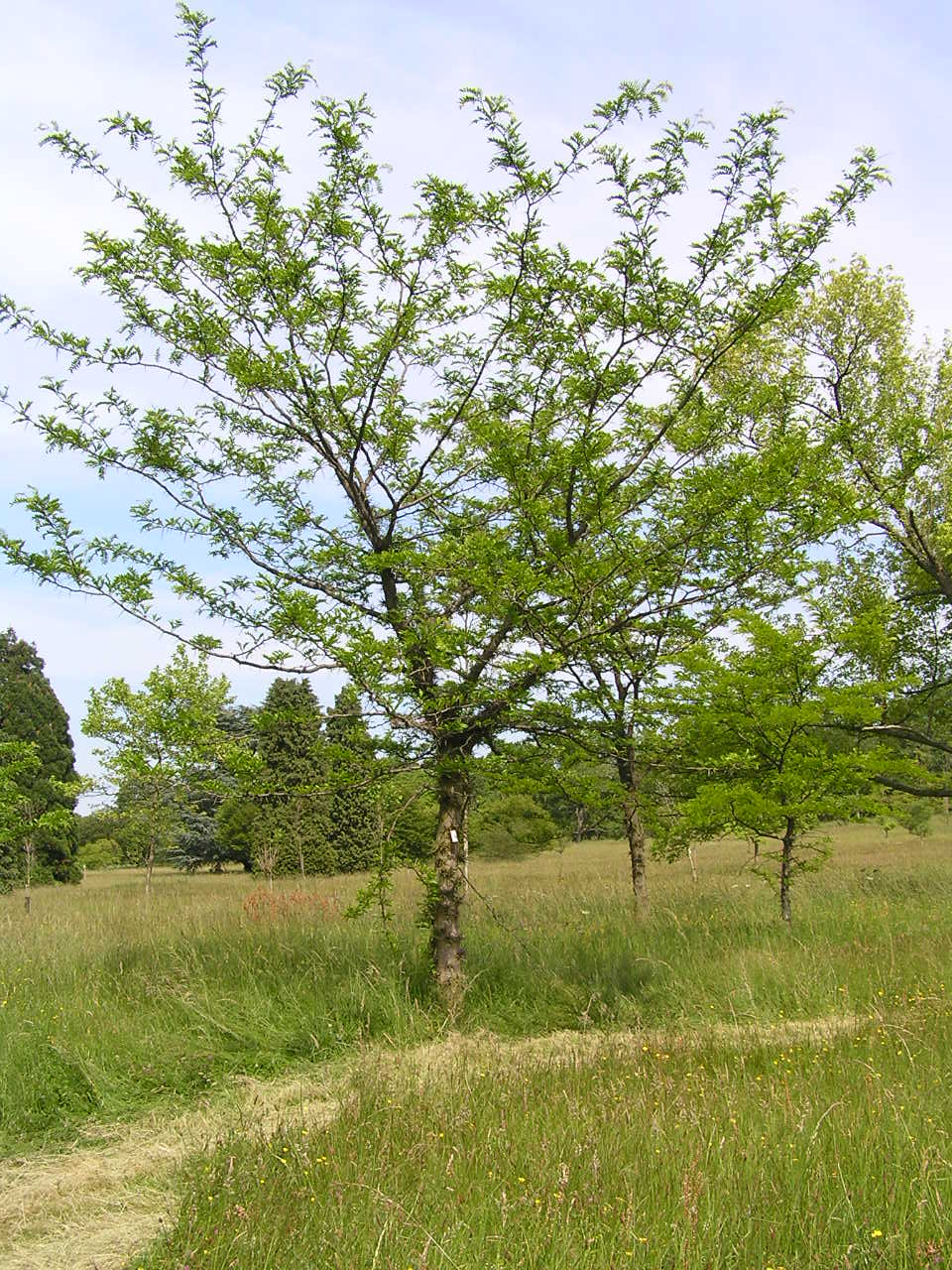
Gleditsia texana
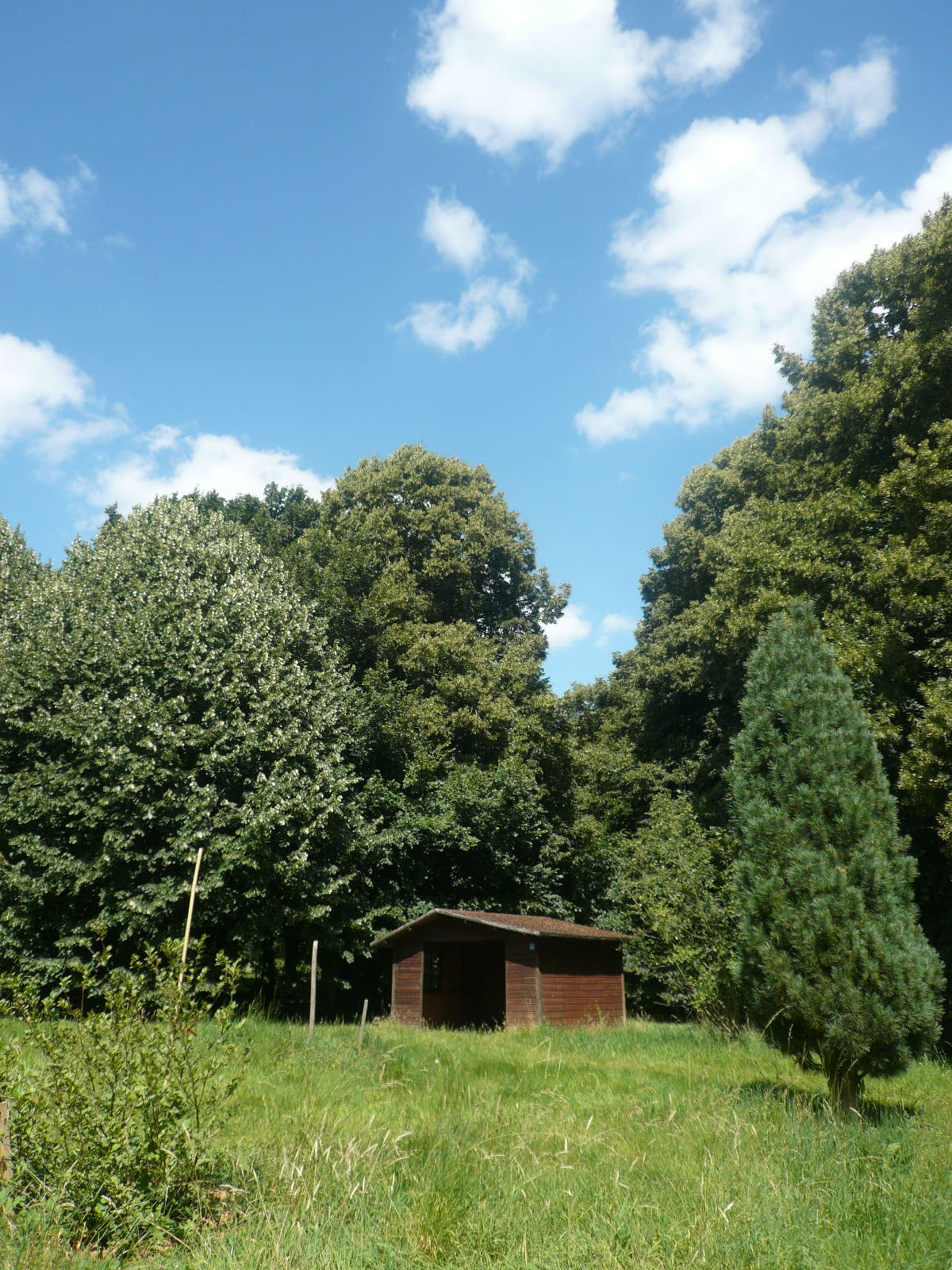
Abris
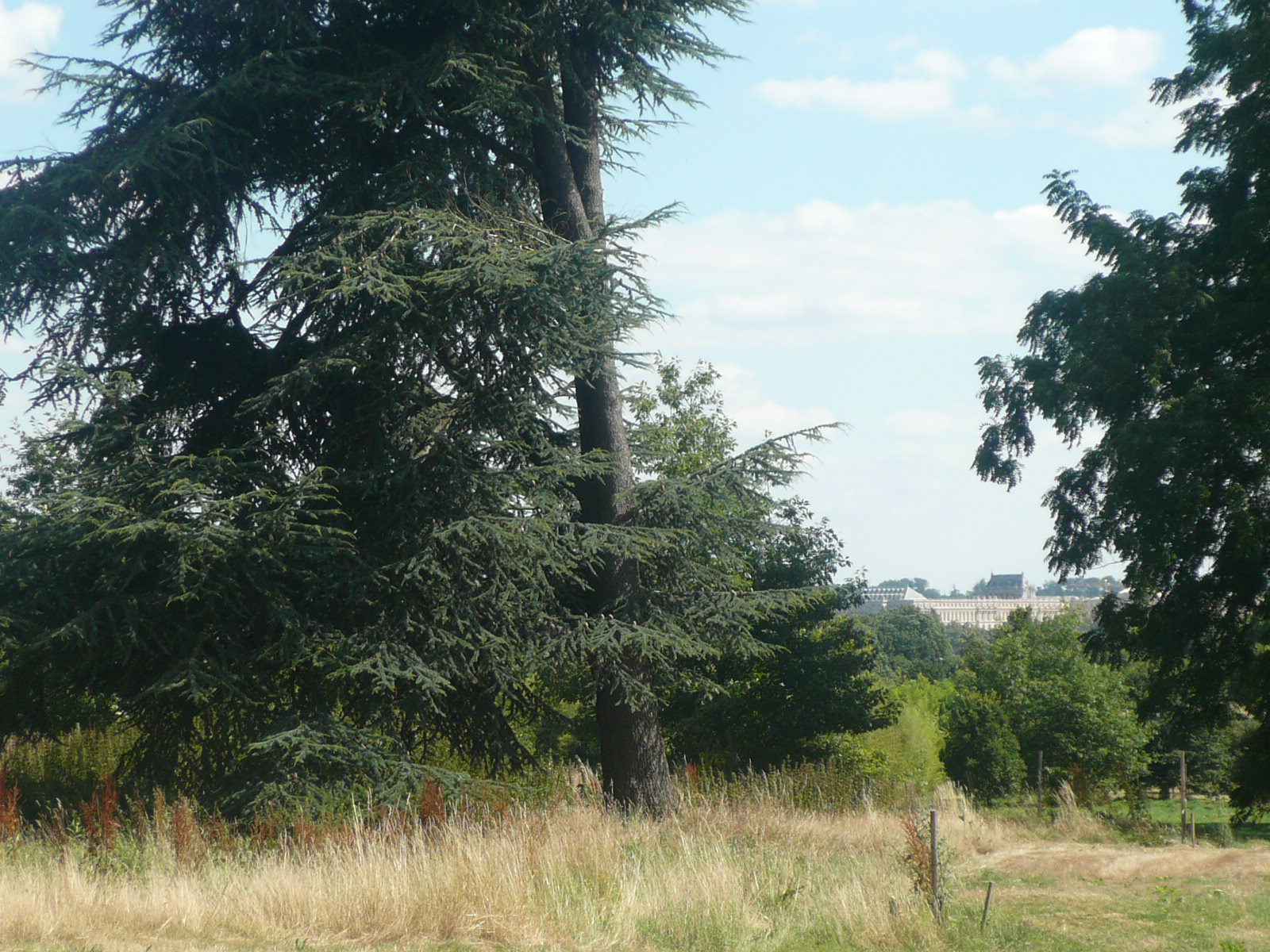
Vue sur le château de Versailles depuis l'Arboretum.